# Палестинский фронт народной борьбы

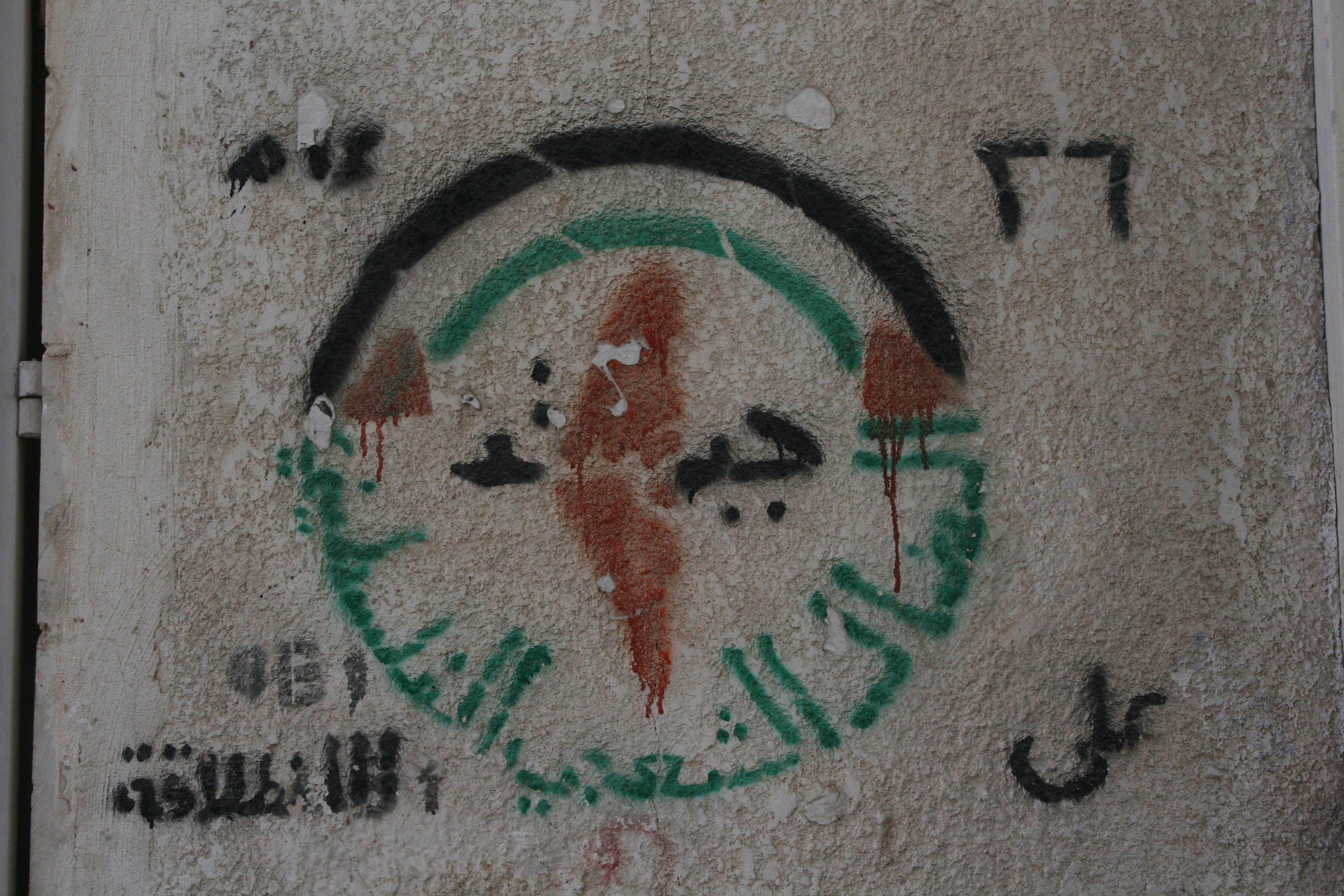
Эмблема ПФНБ

Палестинский фронт народной (национальной) борьбы (ПФНБ) (араб. جبهة النضال الشعبي الفلسطيني،‎,Jabhat al-nidhal al-Sha’bi al-falastini; Popular Struggle Front) — палестинское левонационалистическое движение / террористическая организация, возглавляемое доктором Самиром Гоше и Бахиатом Абу Гарбиахом. Было основано в 1967 году палестинцами на территориях оккупированного Западного берега реки Иордан.

## История
Первоначально штаб ПФНБ находился в Иордании, откуда был переведён в Бейрут, а в 1982 — в Сирию.
В 1971 ФНБ объединился с ФАТХ, однако в 1974, не приняв курс Арафата, вышел из состава движения. ПФНБ тесно сотрудничал с «Фронтом отказа».
С 1982 организация усилила борьбу против Израиля, проникая на его территорию через ливанскую границу. В конце 1980-х позиция ПФНБ смягчилась и движение поддержало решение Национального совета Палестины о согласии с требованиями 242-й резолюции Совета Безопасности ООН. До восстановления отношений с ООП в 1991 ПФНБ входил в состав просирийского Палестинского фронта национального спасения.
Боевое подразделение организации носит название «Оккупированные территории». Боевики ФНБ расположены преимущественно в Сирии и Ливане и некоторых других странах Ближнего Востока. Организация никогда не располагала сторонниками в Израиле.

## Террористические акты
В разные периоды ПФНБ предпринимал атаки против израильтян.
| дата         | место                            | акция | пострадавшие                                                |
| ------------ | -------------------------------- | --- | ----------------------------------------------------------- |
| 27.11.1969   | Афины                            | два боевика бросили гранату в офис авиакомпании «Эль-Аль» | убит ребёнок, 14 человек ранены                             |
| 24.4.1970    | Стамбул и Измир (Турция)         | шесть членов организации заминировали офисы «Эль-Аль» в Стамбуле, и «Пан-Ам» в Измире |                                                             |
| 22.7.1970    | захват самолёта                  | шесть боевиков похитили самолёт «Олимпийских воздушных трасс» во время полета Бейрут — Афины; боевики добились от греческого правительства освобождения Мансура Мурада — одного из двух боевиков, заключенных в тюрьму в Афинах по делу о взрывах в 1969 |                                                             |
| 4.5.1975     | Иерусалим                        | боевики ФНБ взорвали бомбу | один человек погиб и трое ранено                            |
| май 1975     | курорт на Мёртвом море (Израиль) | произведены взрывы на курорте «Эйн Фашха» |                                                             |
| 28.6.1975    | Бейрут                           | захвачен полковник армии США Эрнест Морган | освобождён под давлением Организации освобождения Палестины |
| март 1979    | Иерусалим                        | взрыв туристского автобуса |                                                             |
| 30.10.1984   | граница с Ливаном                | шесть боевиков организации пытались проникнуть в Израиль из Ливана | боевики были уничтожены на границе                          |
| 30.8.1988    | Южный Ливан                      | отрядом Армии Южного Ливана пресечена операция боевиков, пытавшихся захватить израильского заложника |                                                             |
| декабрь 1989 |                                  | группа боевиков попыталась проникнуть в Израиль морским путём | корабль боевиков был потоплен береговой охраной Израиля     |